# آبیتیبی
آبیتیبی (انگلیسی: Abitibi) شرکت خوشه‌ای کانادایی است، که در سال ۱۹۹۷ تأسیس شد.